# Photogravure
La photogravure est initialement le nom donné au procédé photographique qui permettait d’obtenir des planches gravées utilisables pour l’impression typographique, dits clichés, soit au trait (sans nuances ni demi-teintes), soit en demi-teintes par tramage, ou similigravure. La photogravure a défini par la suite l’ensemble des techniques permettant la réalisation des éléments nécessaires à l'obtention de la « forme imprimante » destinée aux différents procédés d’impression comme la typogravure, l'héliogravure et l'offset.

## Histoire
C'est l'ingénieur français Nicéphore Niépce qui le premier met en place les prémices de la photogravure dans les années 1820, il cherche alors le moyen de graver des images photographiques pour pouvoir les imprimer avec une presse d'imprimerie traditionnelle. Il sera suivi par le Britannique Henry Fox Talbot, inventeur du calotype. Ce dernier dépose un brevet pour son procédé de gravure photographique en 1852, procédé qu'il améliore en 1858 (il l'appelle « photoglyphic engraving »). Ces deux procédés sont les ancêtres de la photogravure moderne.

## Photogravure moderne

### Étapes
Le texte est transformé en texte imprimable par la typographie, la photocomposition ou le scanner. L'image est issue de documents opaques (maquettes ou dessins) ou de photographies (diapositives ou tirage papier), par un scanner à tambour.
Pour les documents en couleurs on opère d'abord une séparation des couleurs (phase appelée « sélection ») qui consiste à en extraire les trois composantes en couleurs primaires (cyan, magenta et jaune) plus le noir, afin d'obtenir une quadrichromie (CMJN). Ces quatre sélections sont ensuite tramées afin que les différentes valeurs soient reproduites en différentes teintes à l'impression grâce à des « points de trames » plus ou moins gros (visibles à l'aide d'un « compte-fils »). L'épreuve de contrôle certifiée est appelée « Cromalin ».
Ces quatre éléments tramés sont ensuite copiés sur des plaques d'impression (ou « formes imprimantes ») et imprimés un par un (quatre passages) par les presses à l'aide des quatre encres primaires (cyan, magenta, jaune et noir).

### Le travail de photogravure
La photogravure des documents (textes, dessins, illustrations ou photos) réalisée à l'origine avec des appareils photographiques spéciaux est de nos jours produite exclusivement par des scanners de différents types. Le document peut être soit saisi à ses dimensions initiales (on dit « à tel »), soit reproduit à une échelle déterminée d’agrandissement ou de réduction. Cette étape est désormais réalisée en PAO (publication assistée par ordinateur).
La copie, qui signifie le report des quatre couleurs tramées sur la forme imprimante (plaque métallique) est réalisée sous l’action de la lumière (insolation). Elle s'adresse à l'impression offset.
La gravure est une « morsure à l’acide » dans le cas d'une impression typographique (en relief) ou un usinage mécanique dans le cas d'une impression héliographique (en creux).

### Les documents à reproduire
Se classent en deux catégories :
- Les documents au trait : qui comportent uniquement deux tons ou « aplats » (blanc et noir ou autres couleurs). Ils sont souvent réalisés à l’encre de Chine ou à la gouache sur un support uniforme. Ce sont des dessins de sujets, objets, titre d’articles, lettrines, ou textes divers à placer au début d’un alinéa, des textes manuscrits, dactylographiés ou imprimés.
- Les documents en demi-teinte : monochromes qui comportent toutes les gradations possibles depuis le plus clair jusqu’au plus sombre, qui seront reproduits en une seule couleur et que l'on nomme « similis » (abrégé de  similigravure) ; ce sont principalement : les photographies en noir et blanc, tous les dessins imitant la photographie, et comportant une gamme de gradations intermédiaires entre la densité maximum et le blanc, avec des zones sombres, moyennes et claires, modelées ou fondues entre elles. Également les documents en couleurs (photographies, maquettes, dessins ou exécutions multiples) qui seront généralement reproduits en quadrichromie. La reproduction des documents en demi-teinte consiste à retraduire toutes les valeurs de l'image par l'usage d'une trame dont la matrice était initialement gravée sur des plaques de verre, puis sur film et qui est désormais générée électroniquement par les scanners ou les flasheuses.